# Araure (municipalité)
Pour les articles homonymes, voir Araure.
Araure est l'une des quatorze municipalités de l'État de Portuguesa au Venezuela. Son chef-lieu est Araure. En 2011, la population s'élève à 151 334 habitants.

## Géographie

### Subdivisions
La municipalité possède une seule paroisse civile et une parroquia capital, traduite ici par « capitale » (en italiques et suivie d'une astérisque) avec, chacune à sa tête, une capitale (entre parenthèses) :
- Capitale Araure (Araure) ;
- Río Acarigua (Río Acarigua).